# Han's fire kommanderier
Han's fire kommanderier (hangul: 한사군, hanja: 漢四郡) var fire administrative enheder, som blev etableret af kejser Wu (Han-dynastiet) i begyndelsen af 100-tallet f.Kr. efter hans erobring af Wiman Joseon.
Kommanderierne var geografisk beliggende i det, som i dag er den nordlige del af Koreahalvøen og dele af Liaodonghalvøen. Kommanderierne blev etablerede for at kontrollere befolkningen i de nyerobrede områder så langt sydpå som Han-floden med et kerneområde ved Lelang nær dagens P'yongyang, som tidligere havde været en del af Gojoseon, det koreanske kongedømme, som gik under i 108 f.Kr..
Den eksakte geografiske beliggenhed for andre end Lelang-kommanderiet er uklar.
Den kinesiske tilstedeværelse varede i 400 år. Eftersom Lelang var det administrative center, byggede kineserne det som i realiteten var en kinesisk by, hvor guvernøren, embedsmændene og handelsmændene samt kinesiske kolonister levede.
Administrationen havde betydelig påvirkningskraft på livet for lokalbefolkningen og bidrog til at undergrave Gojoseon-samfundet. Et senere kongedømme, Goguryeo, erobret langsomt men sikkert kommanderierne og lod dem indlemme i sit eget territorium. Det var Jin-dynastiet, som arvede Lelang-kommanderiet men mistede kontrollen over sine østligste områder efter oprør og invasion i begyndelsen af 300-tallet. Goguryeo benyttede muligheden og gjorde en ende på Kinas herredømme på Koreahalvøen ved at erobre Lelang i 313.

## De fire kommanderier
- Lelang-kommanderiet (hangul: (koreansk) 낙랑군, hanja: (kinesisk) 樂浪郡), 108 f.Kr.-313[6] 25 præfekturer, 62 812 husholdninger, 406.748 indbyggere.
- Lintun-kommanderiet ((koreansk) 임둔군, (kinesisk) 臨屯郡), 108 f.Kr.-82 f.Kr.
- Xuantu-kommanderiet ((koreansk) 현도군, (kinesisk) 玄菟郡), 107 f.Kr.-302[7] 3 præfekturer, 45.006 husholdninger, 221.845 indbyggere.
- Zhenfan-kommanderiet ((koreansk) 진번군, (kinesisk) 真番郡), 107 f.Kr.-82 f.Kr.

Et kommanderi, som blev udskilt fra Lelang-kommanderiet i 200-tallet, var Daifang-kommanderiet ((koreansk) 대방군, (kinesisk) 帶方郡), 204-313.
Andre beskrivelser gives i Tongdian, Sanguo Zhi, Hou Hanshu.